# Río Cotuhé
Le río Cotuhé est une rivière du Pérou et de Colombie et un affluent du río Putumayo.

## Géographie
Le río Cotuhé prend sa source au Pérou. Il coule ensuite vers le nord-est, passe en Colombie dans le département d'Amazonas avant de rejoindre le río Putumayo près de la frontière brésilienne.

## Peuples vivant sur les berges du río Cotuhé
Des Indiens Yaguas (langue : yagua) et Ticunas (ou Tikunas) (langue : ticuna) vivent sur les rives du río Cotuhé.